# 22 février dans les chemins de fer
22 janvier 22 mars
Chronologies thématiques
- Croisades
- Sports
- Disney

Cette page concerne les événements qui se sont déroulés un 22 février dans les chemins de fer.

## Événements

### XIXesiècle
- 1858. France : ouverture de la section Langres - Belfort de la ligne de Paris à Mulhouse.
- 1885. France : ouverture de la ligne de Niort à Ruffec, via Melle, par l'Administration des chemins de fer de l'État[1]

### XXesiècle
- 1975. Norvège : accident de Tretten, collision meurtrière (27 morts), accident le plus grave de l'histoire du chemin de fer norvégien.
- 1991. France : déclassement de la section de Gacé à Mesnil-Mauger sur la ligne de Sainte-Gauburge à Mesnil-Mauger.
- 1994. Suisse : mise en service de la locomotive électrique Ge 4/4III no 643 baptisée Vals pour le réseau à voie métrique des chemins de fer rhétiques[2].